# Bukondo
Bukondo è una circoscrizione rurale (rural ward) della Tanzania situata nel distretto di Geita, regione di Geita. Conta una popolazione di 13 371 abitanti (censimento 2012).